# Palais Brunasso
Les palais Brunasso sont deux édifices monumentaux situés le long de la Via Toledo, près de la basilique du Saint-Esprit à Naples. 

## Histoire
Les sols actuels des palais ont appartenu jusqu'en 1561 aux pères de San Severino et de Sossio jusqu'à ce qu'ils soient cédés à Tosone et à Maranta par la censure. L'extension du terrain cédé allait de l'église du Saint-Esprit au vico Pellegrini. Les deux ont ouvert l'actuel vico Bianchi au Saint-Esprit dans le sol, divisant les deux propriétés puis construisant leurs propriétés.  Au cours des trois premières décennies du XVIIIe siècle, le palais appartenant au Tosone fut acheté par le duc Giuseppe Brunasso, marchand de profession, et élevé au rang de duc de San Filippo le 15 août 1722, ce qui agrandit sa nouvelle propriété adjacente au Palazzo del Maranta. 
Entre 1722 et 1769, les interventions de reconstruction voulues par Brunasso peuvent être datées. D'après Antonio Joli de 1762, nous pouvons voir à quel point les deux bâtiments étaient jumeaux dans l'organisation et qu'un pont les rejoignait au dernier étage. Des documents émanant des mormons et du Fiengo indiquent que les travaux de rénovation ont été effectués en grande partie après le séisme de 1731. Au même moment, dans la basilique du Saint-Esprit située à proximité, l'architecte et ingénieur Nicola Tagliacozzi Canale effectua des travaux de reconnaissance. La présence présumée des Tagliacozzi Canale dans l’une des maisons Brunasso ne peut être exclue. 

## Description
Les deux bâtiments ont été transformés entre 1731 et 1735. Le bâtiment attenant à l'église, doté d'espaces plus vastes, a été réorganisé autour d'une cour plus longue, le dotant d'une serliana du côté du vestibule et d'un escalier ouvert menant à une loggia plus profonde de l'autre bâtiment. 